# Иванов, Виктор Владимирович (учёный)
Виктор Владимирович Иванов (род. 17 июня 1957, Могутово) — директор Института квантовых технологий МФТИ, ранее директор физтех-школы электроники, фотоники и молекулярной физики МФТИ и декан факультета физической и квантовой электроники МФТИ. Доктор физико-математических наук, член-корреспондент РАН по специальности «Нанотехнологии».

## Биография
Родился 17 июня 1957, в селе Могутово, Оренбургской области России.

### Образование
- 1980 год — выпускник факультета молекулярной и химической физики МФТИ[1].

### Научная степень
- 1983 год — защитил степень кандидата физико-математических наук.
- 1999 год — защитил степень доктора физико-математических наук.

### Научное звание
- 2001 год — профессор по кафедре «Электрофизика» Уральского государственного технического университета;
- 2008 год — член-корреспондент РАН по специальности «Нанотехнологии».

### Работа
- 1983 год — начал работать в Физико-техническом институте УрО РАН в Ижевске и уже через несколько лет стал заведующим лабораторией;
- 1987 год — по приглашению академика Г. А. Месяца перешёл на работу в Институт электрофизики УрО РАН в Свердловске, где организовал работы лаборатории прикладной электродинамики в области порошковых нанотехнологий;
- с 2002 года — занимался научно-организационной работой в качестве заместителя директора Института электрофизики УрО РАН по научным вопросам;
- с 2008 года — директор Сертификационного центра ГК «Роснанотех»;
- с 2010 по 2015 год — генеральный директор Метрологического центра в группе РОСНАНО;
- 2013 год — избран деканом факультета физической и квантовой электроники МФТИ;
- с 2016 по 2023 год — директор Физтех-школы электроники, фотоники и молекулярной физики;
- с 2023 года — директор Института квантовых технологий МФТИ.

## Научная деятельность
Имеет опыт исследований и разработок в областях:
- генерирования сильных импульсных магнитных полей для различных технологических применений, включая порошковые нанотехнологии (см. Магнитно-импульсный пресс);
- технологий синтеза новых функциональных керамических и композитных материалов с наноразмерной структурой, характеризуемых значительно улучшенными свойствами, для применений в люминесцентных и лазерных источниках света, твердооксидных топливных элементах и других функциональных назначений;
- физико-химии наноразмерных объектов (см. Коллоидная химия);
- диагностики и метрологии наноматериалов.

Является автором более 180 научных работ в реферируемых изданиях и 21 патента.